# Жюжюрьё
Жюжюрьё (фр. Jujurieux) — коммуна во Франции, находится в регионе Рона — Альпы. Департамент — Эн. Входит в состав кантона Понсен. Округ коммуны — Нантюа.
Код INSEE коммуны — 01199.

## География
Коммуна расположена приблизительно в 390 км к юго-востоку от Парижа, в 55 км северо-восточнее Лиона, в 23 км к юго-востоку от Бурк-ан-Бреса.
По территории коммуны протекает река Эн и её небольшой приток — река Экоте (фр. Ecotet).

## Климат
Климат полуконтинентальный с холодной зимой и тёплым летом. Дожди бывают нечасто, в основном летом.

## Население
Население коммуны на 2010 год составляло 2097 человек.
| 1962 | 1968 | 1975 | 1982 | 1990 | 1999 | 2010 |
| ---- | ---- | ---- | ---- | ---- | ---- | ---- |
| 1560 | 1520 | 1459 | 1492 | 1602 | 1696 | 2097 |

## Администрация
| Период | Период | Фамилия       | Партия                                            | Примечания                                                                  |
| ------ | ------ | ------------- | ------------------------------------------------- | --------------------------------------------------------------------------- |
| 1949   | 1977   | Жюстен Боррон |                                                   |                                                                             |
| 1977   | 1995   | Жерар Реверди | Союз за французскую демократию-Радикальная партия | член генерального совета                                                    |
| 1995   | 2014   | Жан Шабри     | Разные левые → Разные правые                      | член генерального совета, президент Промышленного парка Плен-де-Эн (с 2008) |
| 2014   | 2020   | Анн Боллаш    |                                                   |                                                                             |

## Экономика
В 2010 году среди 1339 человек трудоспособного возраста (15—64 лет) 997 были экономически активными, 342 — неактивными (показатель активности — 74,5 %, в 1999 году было 70,8 %). Из 997 активных жителей работали 917 человек (509 мужчин и 408 женщин), безработных было 80 (33 мужчины и 47 женщин). Среди 342 неактивных 99 человек были учениками или студентами, 134 — пенсионерами, 109 были неактивными по другим причинам.

## Достопримечательности
- Замок Тур-дез-Эшель[фр.] (XII век). Исторический памятник с 1977 года (частично с 1949 года)[4]
- Замок Шенавель[фр.] (XIV век, перестроен в XIX веке)
- Голубятня Тур-де-Косьё (XVII век). Исторический памятник с 1984 года[5]
- Бывшая текстильная фабрика C.J. Bonnet (XIX век). Производственная деятельность полностью прекратилась в 2001 году. Исторический памятник с 2003 года[6]

## Фотогалерея

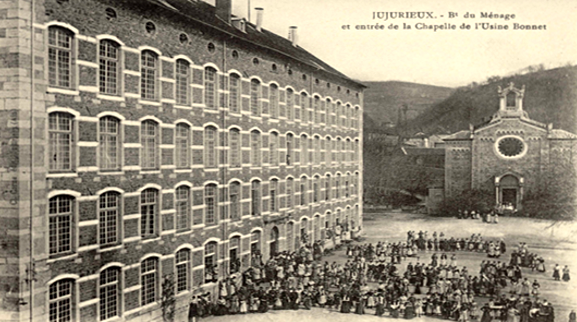
Бывшая текстильная фабрика (1910 год)
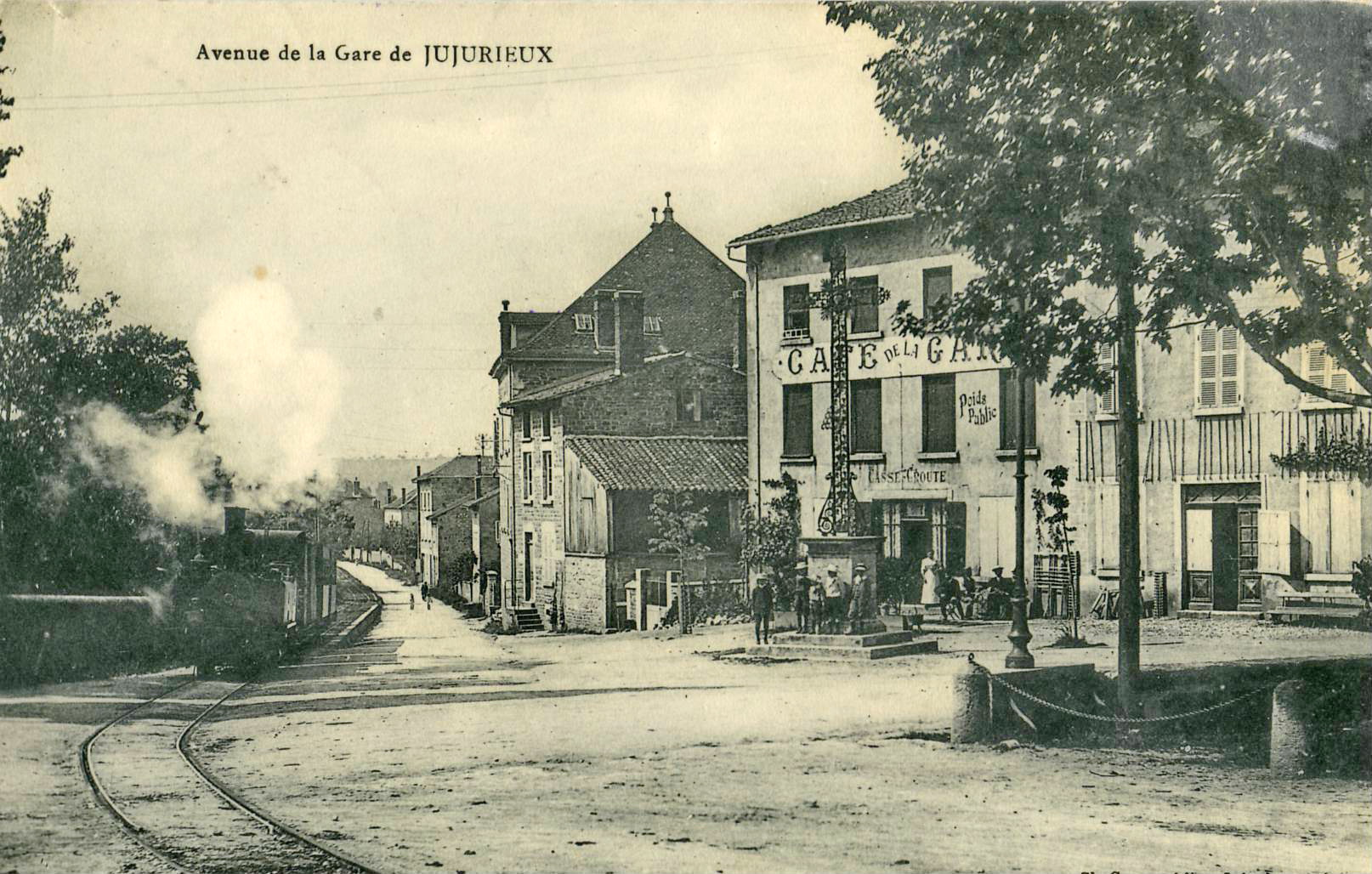
Вокзал Корн (1914 год)
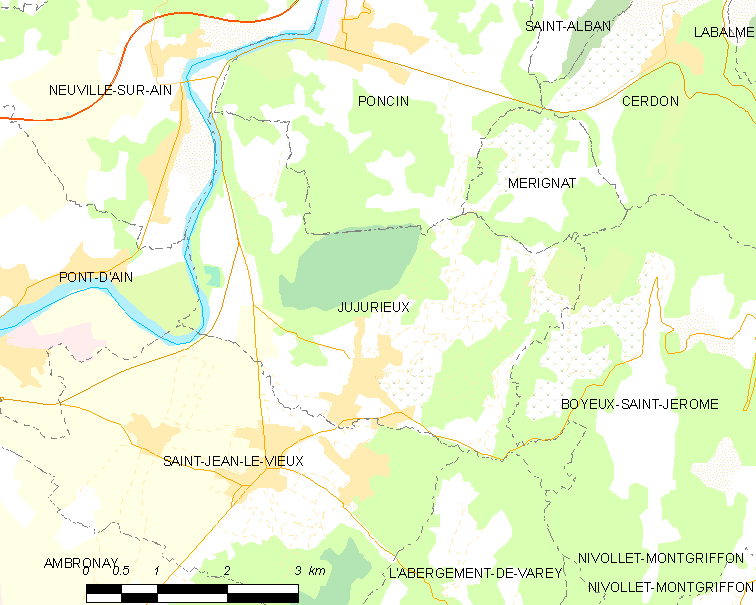
Карта коммуны